# Sheila Noakes
Sheila Valerie Noakes, baronne Noakes, (née Masters, née le 23 juin 1949) est une femme politique conservatrice britannique et ancienne dirigeante d'entreprise. 

## Éducation et début de carrière
Sheila Masters fait ses études à la Eltham Hill Grammar School, puis à l'Université de Bristol, où elle étudie le droit. Elle obtient son diplôme de comptable agréée et devient associée de Peat Marwick Mitchell & Co, qui fait maintenant partie de KPMG. Pendant trois ans à partir de 1988, elle est détachée au Service national de santé où elle modernise sa gestion financière. 
En 1999, elle devient la première femme présidente de l'Institute of Chartered Accountants en Angleterre et au Pays de Galles. En même temps, elle est directrice non exécutive de la Banque d'Angleterre et gouverneure de la London Business School, tout en continuant à superviser les privatisations et autres travaux du secteur public chez KPMG. La revue spécialisée Accountancy Age la qualifie de "comptable la plus en vue du pays".

## Carrière politique
La baronne Noakes est la porte-parole de l'opposition pour le Trésor (2003–2010), le travail et les retraites (2001–2006) et la santé (2001–2003). En janvier 2006, elle propose, avec Lord Phillips, un amendement au projet de loi sur les cartes d'identité qui a conduit à son rejet à la Chambre des lords et à son renvoi à la Chambre des communes.   
Elle est codirectrice de la Reuters Founders Share Company et du détaillant de tapis britannique, CarpetRight. Elle est nommée directrice non exécutive chez RBS en août 2011. 
Elle est nommée Dame Commandeur de l'Ordre de l'Empire britannique (DBE) dans les honneurs d'anniversaire de 1996, et créée pair à vie avec le titre de baronne Noakes, de Goudhurst dans le comté de Kent le 7 juin 2000. 